# Communauté de communes des Portes de la Brie
La communauté de communes des Portes de la Brie est une ancienne communauté de communes française, située dans le département de Seine-et-Marne en région Île-de-France.

## Historique
La communauté de communes des Portes de la Brie a été créée le 15 décembre 2011.
Dans le cadre de la réforme des collectivités territoriales de décembre 2010, le Schéma De Coopération Intercommunale (SDCI) du département de Seine-et-Marne propose la création d'une intercommunalité sur ce vaste ensemble situé entre Marne-la-Vallée et l'aéroport de Paris-Charles-de-Gaulle. Elle fut réalisée sur un territoire cohérent et cette collectivité était vouée à évoluer. Dans un arrêté préfectoral daté du 31 décembre 2011, le préfet recommande l'adhésion de la commune isolée de Le Pin.
Le 1er juin 2013, elle fusionne avec les communautés de communes de la Plaine de France et du Pays de la Goële et du Multien pour former la communauté de communes Plaines et Monts de France.
Une autre intercommunalité a porté ce nom auparavant. Le syndicat d'agglomération nouvelle des Portes de la Brie est le nom que portait le SAN du Val d'Europe de 1987 à 2001. Il existe également la communauté de communes Les Portes Briardes Entre Villes et Forêts.

### Enjeux du territoire
La communauté regroupe un ensemble de petites communes situées en bordure de la région historique de la Brie à l'ouest de Meaux, dont la ville principale est Claye-Souilly. Elle est caractérisée par une représentation importante de logements individuels et de hauts revenus. Il s'agit ici davantage d'un espace résidentiel puisqu'on y compte peu d'entreprises de taille significative. Le territoire est influencé par la présence de l'aéroport de Paris-Charles-de-Gaulle.
La communauté est assez mal desservie par les transports en commun : deux lignes de chemins de fer la traversent mais ne s'y arrêtent pas.

## Composition
Elle regroupait 13 communes adhérentes au 1er janvier 2013:
| Nom                   | Code Insee | Gentilé         | Superficie (km2) | Population (dernière pop. légale) | Densité (hab./km2) |
| --------------------- | ---------- | --------------- | ---------------- | --------------------------------- | ------------------ |
| Claye-Souilly (siège) | 77118      | Clayois         | 15,07            | 11 841 (2014)                     | 786                |
| Annet-sur-Marne       | 77005      | Annetois        | 13,19            | 3 247 (2014)                      | 246                |
| Charmentray           | 77094      | Carmentraciens  | 4,67             | 257 (2014)                        | 55                 |
| Charny                | 77095      | Charnicois      | 12,54            | 1 246 (2014)                      | 99                 |
| Fresnes-sur-Marne     | 77196      | Fresnois        | 7,46             | 758 (2014)                        | 102                |
| Gressy                | 77214      | Gressiaques     | 3,34             | 883 (2014)                        | 264                |
| Iverny                | 77233      | Ivernais        | 1,76             | 581 (2014)                        | 330                |
| Le Plessis-aux-Bois   | 77364      | Plessisboisiens | 3,41             | 275 (2014)                        | 81                 |
| Messy                 | 77292      | Messiens        | 10,32            | 1 111 (2014)                      | 108                |
| Précy-sur-Marne       | 77376      | Précyens        | 4,81             | 802 (2014)                        | 167                |
| Saint-Mesmes          | 77427      | Saint-Mesmins   | 7,69             | 607 (2014)                        | 79                 |
| Villeroy              | 77515      | Villarétois     | 5,71             | 717 (2014)                        | 126                |
| Villevaudé            | 77517      | Villevaudéens   | 9,98             | 2 080 (2014)                      | 208                |

## Politique et administration
La communauté est administrée par un conseil communautaire constitué de conseillers municipaux des communes membres.
- Mode de représentation: -
- Nombre total de délégués: 35 (2013)
- Nombre de délégués par commune: 9 délégués pour Claye-Souilly, 4 pour Annet-sur-Marne, 2 pour Villevaudé, Charny, Messy, Gressy, Précy-sur-Marne, Villeroy, Fresnes-sur-Marne, Iverny, Saint-Mesmes, Charmentray et Le Plessis-aux-Bois.
- Soit en moyenne: 1 délégué pour 656 habitants

### Liste des présidents
| Période | Période       | Identité       | Étiquette | Qualité                                                             |
| ------- | ------------- | -------------- | --------- | ------------------------------------------------------------------- |
| 2011    | décembre 2013 | Yves Albarello |           | Directeur administratif et financierr Député-maire de Claye-Souilly |

### Siège
Allée André Benoist, 77410 Claye-Souilly.

## Compétences
La communauté a reçu des communes membres les compétences obligatoires suivantes :
- Aménagement du territoire : 
  - Élaboration du SCOT intercommunal.
  - Concilier l'urbanisation et la préservation des espaces agricoles.
  - Favoriser le développement et la préservation des bourgs en préservant le patrimoine et revitalisant les commerces de proximité.
- Développement économique : 
  - Mettre en place une offre de transport pour permettre le désenclavement du territoire inter-communal.
  - Développer et maintenir les zones d’activité économique d’intérêt communautaire de plus de 5 000 m2 et développer le tourisme d’intérêt communautaire.

Elle a également les compétences optionnelles suivantes :
- Environnement :
  - Préserver et valoriser le canal de l'Ourcq
  - Lutter contre le changement climatique en élaborant des actions en faveur des performances énergétiques.
  - Préserver les trames vertes et bleues et renforcer les protections des cours d'eau et d'une manière générale, des biotopes.